# شهرك عشايري خسرين
شهرك عشايري خسرين (بالفارسية: شهرک عشایری خسرین) هي قرية تقع في قسم دلغان الريفي (مقاطعة دلغان) في إيران. يقدر عدد سكانها بـ 824 نسمة بحسب إحصاء 2016.